# Mohamed Aan Hussain
Mohamed Aan Hussain, född 11 juli 2004, är en maldivisk simmare.

## Karriär
Vid kortbane-VM 2021 i Abu Dhabi slutade Hussain på 77:e plats på 50 meter frisim och på 39:e plats på 100 meter medley. Han var även en del av Maldivernas kapplag som slutade på 33:e plats på 4×50 meter mixed frisim samt på 35:e plats på 4×50 meter mixed medley. Vid VM 2022 i Budapest slutade Hussain på 47:e plats på både 50 meter ryggsim och på 100 meter ryggsim. Han var även en del av Maldivernas kapplag som slutade på 26:e plats på 4×100 meter mixed frisim samt på 28:e plats på 4×100 meter mixed medley.
Hussain tävlade för Maldiverna vid olympiska sommarspelen 2024 i Paris, där han blev utslagen i försöksheatet på 50 meter frisim och slutade på totalt 50:e plats. Vid kortbane-VM 2024 i Budapest slutade Hussain på 71:a plats på 50 meter frisim och på 82:a plats på 100 meter frisim. Han var även en del av Maldivernas kapplag som slutade på 32:a plats på 4×100 meter mixed medley samt blev diskvalificerade på både 4×50 meter mixed frisim och 4×50 meter mixed medley.